# Palmeirândia
Palmeirândia é um município brasileiro do estado do Maranhão. Sua área é 525,633 km² e sua população foi estimada em 21 059 habitantes, conforme dados do IBGE de 2022.

## História
A região onde está localizada o atual município de Palmeirândia, foi habitado por moradores oriundos de cidades próximas, principalmente de São Bento e Peri-Mirim, influenciados pela qualidade do terreno para a lavoura e o extrativismo vegetal.
Conta a história que o povoado, inicialmente com o nome de Palmeiras, recebeu esse nome pelo fato de o Frei Gabriel Malagrida, conhecido por suas viagens missionárias, ter encontrado ali uma imagem de Santo Antônio aos pés de uma palmeira, onde fundou o Oratório de Palmeira, que deu origem ao que hoje é a igreja matriz da Paróquia de Palmeirândia, Santo Antônio de Lisboa.
A primeira formação administrativa da localidade, foi como distrito da cidade de São Bento. Em dezembro de 1959, o então distrito foi elevado a categoria de cidade e rebebeu nova denominação: Palmeirândia.

## Geografia
Palmeirândia limita-se ao Norte e ao Leste com o município de Peri-Mirim; ao Sul com o município de São Bento; e a Oeste com o município de Pinheiro.
O município de Palmeirândia possui uma extensão territorial de 532,162 quilômetros quadrados, ocupando a 165 posição entre os 217 municípios maranhenses em termos de área.

### Rios
Os principais rios da região são: Rio Barro, Rio do Meio, Igarapé-Açú, Rio Canarana, São Manuel e Rio Pericumã, o mais importante.

### Demografia
Segundo dados do Censo Demográfico de 2022, Palmeirândia contava com 21.059 habitantes, resultando em uma densidade populacional de aproximadamente 39,57 habitante por quilômetro quadrado. No contexto estadual, o município ocupava a 85 posição em número de habitantes e a 36 em densidade demográfica comparando-se com outros municípios do estado do Maranhão. A estimativa populacional para o ano de 2024 era de 21.606 habitantes.

### Educação
Em 2010, a taxa de escolarização de crianças entre 6 e 14 anos em Palmeirândia era de 97 %, colocando o município na 93 colocação entre os 217 do estado. Quanto ao Índice de Desenvolvimento da Educação Básica (IDEB) referente ao ano de 2023, os anos iniciais do ensino fundamental na rede pública apresentaram índice de 4,8 enquanto os anos finais atingiram 3,4.
| Taxa de escolarização de 6 a 14 anos de idade [2010]             | 97 %             |
| IDEB – Anos iniciais do ensino fundamental (Rede pública) [2023] | 4,8              |
| IDEB – Anos finais do ensino fundamental (Rede pública) [2023]   | 3,4              |
| Matrículas no ensino fundamental [2023]                          | 2.749 matrículas |
| Matrículas no ensino médio [2023]                                | 683 matrículas   |
| Docentes no ensino fundamental [2023]                            | 253 docentes     |
| Docentes no ensino médio [2023]                                  | 40 docentes      |
| Número de estabelecimentos de ensino fundamental [2023]          | 47 escolas       |
| Número de estabelecimentos de ensino médio [2023]                | 3 escolas        |

Fonte: IBGE

## Economia
Em 2021, o Produto Interno Bruto (PIB) per capita de Palmeirândia foi de R$ 7.012,83, valor que colocava o município na 184 posição entre os 217 do estado do Maranhão. Já em 2023, as receitas oriundas de fontes externas representavam 97,59 % do total arrecadado pelo município, o que o posicionava em 5 lugar no ranking estadual.
| PIB per capita [2021]                                                                           | 7.012,83 R$      |
| Índice de Desenvolvimento Humano Municipal (IDHM) [2010]                                        | 0,556            |
| Total de receitas brutas realizadas [2023]                                                      | 79.103.836,34 R$ |
| Transferências correntes (Percentual em relação às receitas correntes brutas realizadas) [2023] | 97,59 %          |
| Total de despesas brutas empenhadas [2023]                                                      | 76.744.471,57 R$ |

Fonte: IBGE
| Salário médio mensal dos trabalhadores formais [2022]                                             | 1,7 salários mínimos |
| Pessoal ocupado [2022]                                                                            | 939 pessoas          |
| População ocupada [2022]                                                                          | 4,46 %               |
| Percentual da população com rendimento nominal mensal per capita de até 1/2 salário mínimo [2010] | 59,3 %               |

Fonte: IBGE